# Hadruroides lourencoi
Espèce
Hadruroides lourencoi est une espèce de scorpions de la famille des Caraboctonidae.

## Distribution
Cette espèce est endémique de la région de Junín au Pérou. Elle se rencontre dans la province de Tarma à 3 400 m d'altitude.

## Description
Hadruroides lourencoi mesure de 35 à 40 mm.

## Étymologie
Cette espèce est nommée en l'honneur de Wilson R. Lourenço.

## Publication originale
- Rossi, 2012 : Three new species of the genus Hadruroides Pocock, 1893 from central Peru (Scorpiones: Caraboctonidae). Onychium, vol. 2011-2012, no 9, p. 10-26 (texte intégral).